# Det krävs bara några sprickor för att skapa ett mönster
Det krävs bara några sprickor för att skapa ett mönster är Frankes andra studioalbum. Albumet gavs ut år 2009 på bolaget Luxury. Inspelad och producerad av Mattias Glavå.

## Låtlista
1. Skinnad
2. 90-60-90
3. Vändkors
4. Exil riktas inåt
5. Det krävs bara några sprickor för att skapa ett mönster
6. Burnette, Horton och Blake
7. Hur landet ligger
8. I ditt våld
9. Handfull stoft
10. Behan upp i graven

## Musiker
- Fredrik Franke
- Nicklas Franke
- Alexander Hall
- Ramo Spatalovic

## Övriga medverkande
- Mattias Glavå - gitarr, div. slagverk
- Stefan Missios - munspel
- Per Larsson - piano
- Stefan Sandberg - klarinett
- Mats Lindfors - mastring